# R U Sockudåpad?
R U Sockudåpad? är ett svenskt musikalbum, gjort som samarbetsprojekt av Stry Terrarie, Olle Ljungström och Marcus Birro. Albumet släpptes oktober 2006. Musiken har komponerats av Stry Terrarie, förutom spår 1 som är en cover på en låt av Imperiet. Texterna är skrivna av Terrarie, Ljungström och Birro. Både Terrarie och Ljungström sjunger på deras egna respektive låtar, och Birro läser upp sina texter.

## Låtlista
1. Vita Febern (Text och musik: Imperiet)
2. Bango, Bango (Text: Olle Ljungström, Stry Terrarie, musik: Stry Terrarie)
3. Sockudåpad (Text och musik: Stry Terrarie)
4. Biljetter (Text: Marcus Birro, musik: Stry Terrarie)
5. Golva Mig (Text och musik: Stry Terrarie)
6. Städer (Text och musik: Stry Terrarie)
7. Äntligen Ensam (Text: Olle Ljungström, musik: Stry Terrarie)
8. Lägenhet #99 (Text: Marcus Birro, musik: Stry Terrarie)
9. Kandidat (Text och musik: Stry Terrarie)
10. Värld På Flykt (Text: Olle Ljungström, musik: Stry Terrarie)
11. Avklippt Arm (Text: Marcus Birro, Olle Ljungström, Stry Terrarie, musik: Stry Terrarie)

## Medverkande
- Stry Terrarie - sång, kör, gitarr, klaviatur, bas
- Olle Ljungström - sång, kör, gitarr
- Marcus Birro - textuppläsning
- Peter Gardewall - trummor
- Jacob Lundtofte - gitarr på "Biljetter," "Äntligen Ensam"